# Cajla
Cajla (németül: Zeil) történelmi község, ma Bazin város része a Pozsonyi kerületben. 1948. január 1-ig önálló község volt, ettől kezdve Bazin város része.

## Története
A név a 15. században keletkezett, amikor a falu 26 egy sorban elhelyezett portából állt (németül Zeile). Cajlában található a Szent Kereszt felmagasztalása-templom, amely 1740-ben épült. Ez az eredeti középkori Szent József-templom helyére került, amely 1659-ben épült az eredeti Szent Miklós-templom helyén. Zumberg település, és amely a mai Philippe Pinel Pszichiátriai Kórház közelében volt. Erre a templomra csak Krisztus Király szobra emlékeztet, mert romjait később új út fedte el. A cajlai kálvária a pszichiátriai kórház közelében található, amely szintén a Kučišdorfská dolina közelében található. A falu mögött volt az első kénsavgyártó üzem, amelyet 1882. után az antimonbányák igazgatóságának adminisztratív épületei váltottak fel. A már nem létező Pálffy-féle papírgyár az antimonbányák egykori épületei, később a pszichiátriai kórház épületei közelében kapott helyet, melynek főépületét a bezárása után malommá alakították át, amely 1934 nyarán leégett. A régi malom helyén ma a Fábián-malom áll.

## A falu történelmi elnevezései
Ezek a történelmi nevek dokumentáltak:
- 1343: Ujfalu
- 1425: Czayel
- 1783: Zajla
- 1733, 1773, 1839, 1915: Czajla

## Fordítás
Ez a szócikk részben vagy egészben  a   Cajla című szlovák Wikipédia-szócikk ezen változatának fordításán alapul.  Az eredeti cikk szerkesztőit annak laptörténete sorolja fel. Ez a jelzés csupán a megfogalmazás eredetét és a szerzői jogokat jelzi, nem szolgál a cikkben szereplő információk forrásmegjelöléseként.